# Floorball aux Jeux mondiaux de 2022
Navigation
Wrocław 2017 Chengdu 2025
Le tournoi masculin de Floorball des Jeux mondiaux de 2022 aura lieu du 8 juillet au 12 juillet 2022 au Birmingham–Jefferson Convention Complex (en).

## Organisation
Les États-Unis en tant qu'hôte sont qualifiés automatiquement.
Les cinq meilleures équipes des Championnats du monde 2020 sont qualifiées pour le tournoi ainsi que les meilleures équipes de zones Amériques et d'Asie-Océanie.
Les pays sont répartis en deux poules.

## Compétition

### Phase de poules
- En gras, qualifié pour les demi-finales

| Cla | Équipes   | J | G | N | P | Pts | PP | PC | Diff |
| --- | --------- | - | - | - | - | --- | -- | -- | ---- |
| 1   | Suède     | 3 | 2 | 1 | 0 | 5   | 29 | 7  | 22   |
| 2   | Lettonie  | 3 | 2 | 1 | 0 | 5   | 27 | 13 | 14   |
| 3   | Suisse    | 3 | 1 | 0 | 2 | 2   | 15 | 12 | 3    |
| 4   | Thaïlande | 3 | 0 | 0 | 3 | 0   | 6  | 45 | -39  |

| 8 juillet  | Suède     | 6  | 6  | Lettonie  |
| 8 juillet  | Suisse    | 10 | 3  | Thaïlande |
| 9 juillet  | Thaïlande | 1  | 20 | Suède     |
| 9 juillet  | Suisse    | 5  | 6  | Lettonie  |
| 10 juillet | Thaïlande | 2  | 15 | Lettonie  |
| 10 juillet | Suisse    | 0  | 3  | Suède     |

| Cla | Équipes    | J | G | N | P | Pts | PP | PC | Diff |
| --- | ---------- | - | - | - | - | --- | -- | -- | ---- |
| 1   | Finlande   | 3 | 3 | 0 | 0 | 6   | 39 | 3  | 36   |
| 2   | Tchéquie   | 3 | 2 | 0 | 1 | 4   | 33 | 6  | 27   |
| 3   | Canada     | 3 | 1 | 0 | 2 | 2   | 9  | 38 | -29  |
| 4   | États-Unis | 3 | 0 | 0 | 3 | 0   | 4  | 38 | -34  |

| 8 juillet  | Finlande   | 18 | 0  | Canada     |
| 8 juillet  | Tchéquie   | 13 | 1  | États-Unis |
| 9 juillet  | Finlande   | 5  | 3  | Tchéquie   |
| 9 juillet  | États-Unis | 3  | 9  | Canada     |
| 10 juillet | Tchéquie   | 17 | 0  | Canada     |
| 10 juillet | États-Unis | 0  | 16 | Finlande   |

### Matches de classement
| 7e place | 11 juillet | États-Unis | 3  | 7 | Thaïlande |
| 5e place | 11 juillet | Suisse     | 12 | 1 | Canada    |

### Phase finale
|  | Demi-finales     | Demi-finales     |                        |   | Finale           | Finale           |
|  | Demi-finales     | Demi-finales     |                        |   | Finale           | Finale           |
|  |                  |                  |                        |   |                  |                  |
|  | 11 juillet 10h00 | 11 juillet 10h00 |                        |   | 12 juillet 12h45 | 12 juillet 12h45 |
|  | 11 juillet 10h00 | 11 juillet 10h00 |                        |   | 12 juillet 12h45 | 12 juillet 12h45 |
|  | Suède            | 6                |                        |   | 12 juillet 12h45 | 12 juillet 12h45 |
|  | Suède            | 6                |                        |   | 12 juillet 12h45 | 12 juillet 12h45 |
|  | Tchéquie         | 1                |                        |   | 12 juillet 12h45 | 12 juillet 12h45 |
|  | Tchéquie         | 1                | Suède                  | 6 |                  |                  |
|  | 11 juillet 12h30 |                  | Suède                  | 6 |                  |                  |
|  |                  | Finlande         | 5                      |   |                  |                  |
|  | Finlande         | Finlande         | 5                      | 5 |                  |                  |
|  | Finlande         |                  |                        | 5 |                  |                  |
|  | Lettonie         | 1                |                        |   |                  |                  |
|  | Lettonie         | 1                | Match pour la 3e place |   |                  |                  |
|  |                  |                  |                        |   |                  |                  |
|  | 12 juillet 10h00 |                  |                        |   |                  |                  |
|  |                  |                  |                        |   |                  |                  |
|  | Tchéquie         | 7                |                        |   |                  |                  |
|  | Tchéquie         | 7                |                        |   |                  |                  |
|  | Lettonie         | 3                |                        |   |                  |                  |
|  | Lettonie         | 3                |                        |   |                  |                  |

## Médaillés
| Épreuves         | Or | Argent | Bronze |
| ---------------- | --- | --- | --- |
| Tournoi masculin | Suède - Jon Hedlund - Johan Samuelsson - Rasmus Enstrom - Albin Sjogren - Ludwig Persson - Tobias Gustafsson - Jesper Sankell - Kevin Haglund - Linus Holmgren - Emil Johansson - Hampus Ahren - Malte Lundmark - Niklas Ramirez - Mans Parsjo-Tegner | Finlande - Konsta Tykkylainen - Eemeli Salin - Eetu Sikkinen - Joonas Pylsy - Nico Salo - Eemeli Akola - Lassi Toriseva - Ville Lastikka - Mikko Leikkanen - Joona Rantala - Justus Kainulainen - Sami Johansson - Otto Lehkosuo - Oskari Falden | Tchéquie - Lukas Puncochar - Mikulas Krbec - Adam Delong - Adam Hemerka - Filip Forman - Matej Havlas - Matyas Sindler - Ondrej Nemecek - Jiri Besta - Dominik Benes - Filip Langer - Martin Benes - Josef Rypar - Lukas Bauer |